# Grievous tábornok
Grievous tábornok (született Qymaen jai Sheelal) a Csillagok háborúja univerzum egyik szereplője. Feltűnt mind a Csillagok háborúja: Klónok háborúja című rajzfilmsorozatban, mind a Csillagok háborúja III: A Sith-ek bosszúja című filmben. 2005-ben a Dark Horse Comics egy négyrészes képregénysorozatot adott ki a főszereplésével.

## Eredete
Grievous a látszat ellenére nem droid. Valójában a kaleesh fajba tartozik. A Kaleshek bolygójának, a Khalee-nek egyik szomszédbolygóján élő Hukok egyszer támadást indítottak Grievous családja ellen. Ebben a háborúban szerezte súlyos sérüléseit, melyek miatt kiborggá tették.

## Huk háborúk
Grievous a háború idején katonaként szolgált kezdetben. Később hadnaggyá, majd főhadnaggyá választották. Egész területeket, sőt bolygókat hódított meg. Falukat, városok lakosait mészárolta le, és hatalmas dicsőséget szerzett a kaleshek között. A háború végéhez közeledve (amihez a Jediknek is köze volt) a béketárgyaláson a hukokkal üzletet kötöttek, de a kalesheket egyszerűen agresszoroknak hitték. Grievous és családja, sőt a bolygó lakossága aszályos időket élt meg. Később a háború újra fellángolt. Grievous egy szabotázs miatt bekövetkezett űrkomp balesetben súlyosan megsebesült. Testének nagy része szétroncsolódott. A szabotázst Nute Gunray rendelte el, mert a háborúhoz szükség volt egy elkötelezett tábornokra.

## Átalakítása
Grievoust folyadékba helyezték, hetekig ebben az állapotban volt. Egy kereskedő (a kereskedelmi szövetségtől) felkereste azzal a szándékkal, hogy új testet kaphat. Mozogni, járni fog és érző lény marad mindörökre. Grievous beleegyezett a műtétbe. A geonosisiak, akik ezt elvégezték azonban képesek voltak belepiszkálni az agyába, hogy Grievous ne szerezzen róla tudomást. Úgy intézték, hogy a természetes harag és a gyűlölet felerősödjön benne. Olyan testet kapott, melyben szinte legyőzhetetlen. Ezek lehetővé tették számára azt, hogy másodpercenként akár 20 csapást is véghez tudjon vinni.

## Új élete
Később Grievoust Dooku gróf tanította meg a fénykard használatára. Tábornokká választották és ő lett a droidsereg parancsnoka. Sokszor távolról irányította a csatákat, de gyakran harcolt az első sorban. Halálát Obi-Wan Kenobi okozta,amikor az Utapau rendszerben saját pisztolyával lelőtte. A tábornok mindig testőreivel, az IG-100 Magna droidokkal utazott, akik elektrorudakkal harcoltak.

## Halála
Grievous a szeparatistákkal tanácskozott az Utapaun, amikor Obi-Wan ugrott le hozzájuk a mennyezet felől. Grievous észrevette és testőröket küldött Obi-Wan elpusztítására. A Jedi egy nagy légtisztítót szakított a testőrökre. Grievous ekkor úgy döntött, hogy ő intézi el Obi-Want. A tábornok mind a négy kezét bevetette Kenobi ellen. A csata alatt Obi-Wan levágta Grievous két alsó kezét. Majd Kenobi az Erő segítségével hatalmasat taszított Grievousen, aki a mennyezetbe csapódva elveszítette két fénykardját. Ezután beült egy terepjárgányba, Obi-Wan pedig az óriás gyíkján követte a tábornokot. 
Obi-Wan az eszeveszett „futam” alatt elvesztette a fénykardját, majd mindketten egy párkányra estek. A hosszú harc után, amikor már egyiküknek sem volt fénykardja, Grievous felemelte Obi-Want miközben a jedi felnyitotta páncélját. Grievous a szakadék szélére lökte Kenobit, aki azonban megkapaszkodott. Grievous egy Magna Guard fegyverrel próbált lesújtani Obi-Wanra, aki azonban az Erő segítségével magához vette a tábornok pisztolyát. Grievous felnyitott páncélja mögé célzott és el is találta a tábornok belső szerveit. Grievous teste kigyulladt a lézertalálattól és hamuvá égett. Mindössze a páncélja maradt meg belőle.